# Жюэй-Мондей
Жюэ́й-Монде́й (фр. Juaye-Mondaye) — коммуна во Франции, находится в регионе Нижняя Нормандия. Департамент коммуны — Кальвадос. Входит в состав кантона Бальруа. Округ коммуны — Байё.
Код INSEE коммуны — 14346.

## Население
Население коммуны на 2010 год составляло 678 человек.
| 1962 | 1968 | 1975 | 1982 | 1990 | 1999 | 2010 |
| ---- | ---- | ---- | ---- | ---- | ---- | ---- |
| 593  | 573  | 520  | 533  | 616  | 623  | 678  |

## Экономика
В 2010 году среди 446 человек трудоспособного возраста (15—64 лет) 350 были экономически активными, 96 — неактивными (показатель активности — 78,5 %, в 1999 году было 74,3 %). Из 350 активных жителей работали 330 человек (189 мужчин и 141 женщина), безработных было 20 (14 мужчин и 6 женщин). Среди 96 неактивных 35 человек были учениками или студентами, 42 — пенсионерами, 19 были неактивными по другим причинам.